# Leucothoe fontanesiana
Espèce
Leucothoe fontanesiana est une espèce de plantes à fleurs dicotylédones de la famille des Ericaceae, sous-famille des Vaccinioideae, endémique du Sud-Est des États-Unis.
Ce sont des arbustes pouvant atteindre 1,5 mètre de haut, aux feuilles persistantes, coriaces, luisantes, et aux petites fleurs blanches, à corolle urcéolée, qui apparaissent en grappes denses au printemps. 
Comme les autres espèces du genre Leucothoe, cette plante contient dans tous ses organes, notamment les feuilles et les fleurs, une phytotoxine dangereuse pour l'homme, la grayanotoxine (ou andromédotoxine).
Leucothoe fontanesiana se reproduit et s'étend par des tiges souterraines (rhizomes), formant des fourrés impénétrables. Ces fourrés ont souvent gêné la chasse à cheval, piégeant à la fois les chiens et les chevaux, d'où le nom anglais de la plante, doghobble (qui entrave les chiens).

## Description

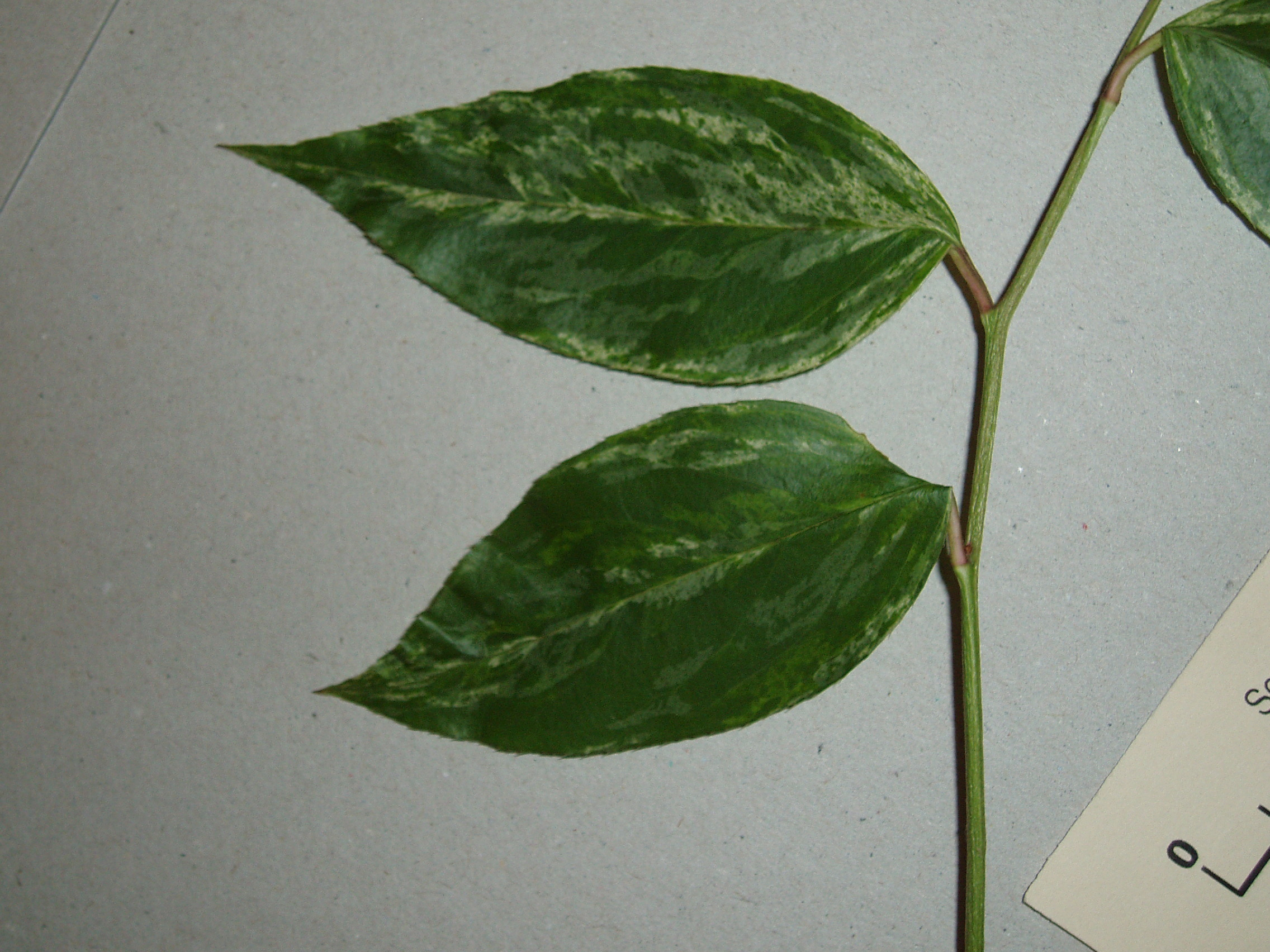
Feuilles.

Leucothoe fontanesiana est une plante de 1 à 2 mètres de haut, aux branches étalées, arquées ou retombantes. Les nouvelles pousses naissent à l'aisselle des feuilles dans la partie inférieure des branches.
Les feuilles, persistantes, portées par un pétiole de 10 à 15 mm de long, présentent un limbe oblong, lancéolé, oblancéolé ou elliptique, de 4 à 15 cm de long sur 1,5 à 5 cm, avec un quotient longueur/largeur de 1,8 à 6,2, à la base cunée à arrondie, et à l'apex aigu à longuement acuminé. Les bords sont entiers ou spinulo-serrulés. La face abaxiale est peu pileuse,. Le feuillage persistant, vert foncé brillant, vire au pourpre ou au bronze selon les saisons, notamment au début du printemps et en hiver. Chez certaines variétés cultivées, le feuillage peut être panaché de rose et de crème.

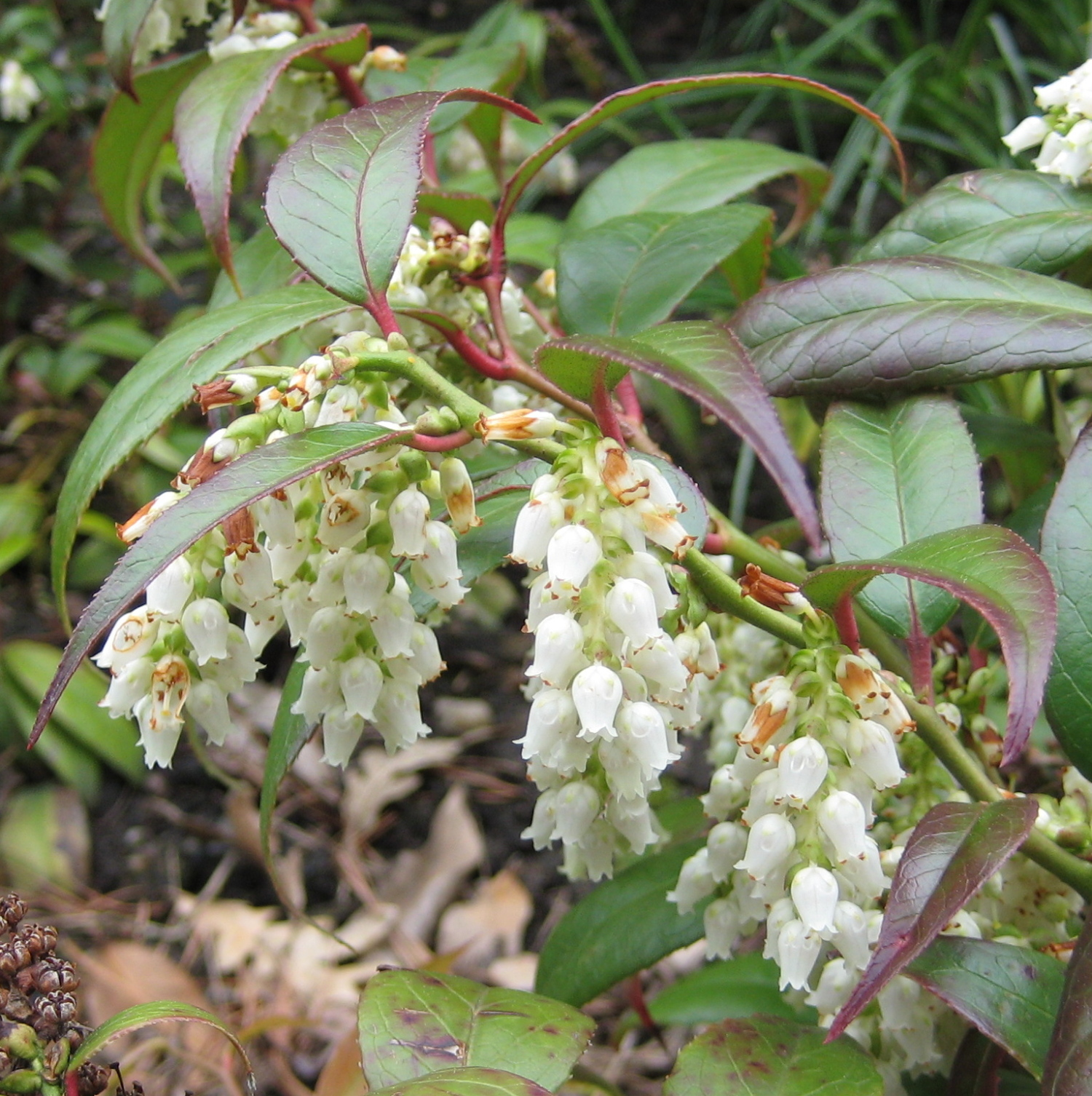
Inflorescences.

Les inflorescences sont des racèmes axillaires (rarement terminaux, et dans ce cas paniculés), denses, plus ou moins pendants, de 4 à 10 cm de long, regroupant de 20 à 80 fleurs. L'axe de l'inflorescence moyennement couvert de poils unicellulaires.
Les fleurs sont portées par des pédicelles de 1,5 à 8 mm de long, glabres à densément pubescents.
Le calice est composé de sépales blanchâtres, ovales ou ovales-triangulaires à triangulaires oblongs, de 1,4 à 3 mm de long sur 0,7 à 1,6 mm de large, à l'apex aigu à acuminé, présentant parfois des poils unicellulaires. La corolle est urcéolée, de 5 à 8 mm de long sur 2,5 à 5 mm de large, glabre abaxialement. Les étamines, de 1,8 à 3 mm de long, ont des filaments papilleux (parfois également à poils étalés) et des anthères de 0,8 à 1,5 mm de long, à 2 arêtes discrètes par thèque, les thèques divergeant distalement. L'ovaire est glabre, lisse, au style colonnaire surmonté d'un stigmate capité à pelté. 
Le fruit est une capsules de 2,2 à 3,5 mm de long sur 4 à 6 mm de diamètre. Les graines, ellipsoïdes ou oblongues, de 0,8 à 2 mm de long, ont une testa ferme, réticulée,.
Cytologie : plante diploïde à 22 chromosomes (2n = 2x =22). 

## Distribution et habitat
L'aire de répartition originelle de Leucothoe fontanesiana se situe dans le Sud-Est des États-Unis, du Sud-Ouest de la Virginie  jusqu'au nord de la Géorgie et de l'Alabama, en incluant l'Ouest de la  Caroline du Nord et de la Caroline du Sud, et l'Est du Tennessee. Elle s'étend dans le haut Piémont et le sud des Appalaches,.
L'espèce est naturalisée dans le Nord-Est, notamment dans le Massachusetts et dans l'État de New York, ainsi que dans le New Jersey et le Maryland. 
C'est une plante présente dans les bois, le long des cours d'eau, dans les ravins de montagne et sur les pentes humides, de 150 à 2000 mètres d'altitude. Elles souvent associée à une autre Ericaceae, Rhododendron maximum,.

## Taxinomie
Leucothoë fontanesiana est très étroitement apparentée à Leucothoe axillaris, également endémique du Sud-Est des États-Unis, et si la majorité des taxinomistes les ont classées dans deux espèces distinctes, certains ont considéré qu'elles étaient conspécifiques, les classant au niveau variétal.
L'espèce Leucothoë fontanesiana a été décrite sous le nom d'Andromeda fontanesiana par le botaniste allemand Ernst Gottlieb von Steudel et publiée dans Nomenclator Botanicus. Editio secunda en 1840. A l'occasion d'une  étude taxinomique sur le genre Leucothoe publiée dans le Botanische Jahrbücher für Systematik, Pflanzengeschichte und Pflanzengeographie en 1959, Hermann Otto Sleumer, l'a replacée dans ce genre en conservant son épithète spécifique, lui donnant son nom actuel, Leucothoe fontanesiana,.
La plante avait été décrite précédemment, en 1788, par le botaniste américain Thomas Walter, sous le nom d'Andromeda catesbaei et publié dans sa Flora Caroliniana. Elle fut transférée dans le genre Leucothoe sous le nom de Leucothoe catesbaei (Walt.) Gray par Asa Gray dans la seconde édition de son Manual of Botany, publié en 1856. L'espèce est restée longtemps connue sous ce nom dans le monde horticole jusqu'à ce que l'examen approfondi du spécimen-type de Walter réalisé en 1946 par Bernice Giduz Schubert montre qu'il s'agissait en fait d'un spécimen de Leucothoe axillaris. De ce fait, Leucothoe catesbaei devenait un synonyme de Leucothoe axillaris.
La plante avait aussi reçu le nom de Leucothoe editorum proposé par Fernald et Schubert  et publié en 1950 dans la 8e édition du manuel d'Asa Gray. Cependant Sleumer a considéré que l'épithète fontanesiana, validement publiée en 1840 bénéficiait de l'antériorité. 

### Étymologie
- L'épithète spécifique, « fontanesiana », est un hommage au botaniste français René Louiche Desfontaines (1750-1833)[7].

### Synonymes
Selon BioLib (11 octobre 2020) :
- Andromeda fontanesiana Steud.[1]
- Leucothoe axillaris var. editorum (Fern. & Schub.) Ahles
- Leucothoe catesbaei (Walt.) Gray
- Leucothoe editorum Fern. & Schub.

## Utilisation

### Plante ornementale

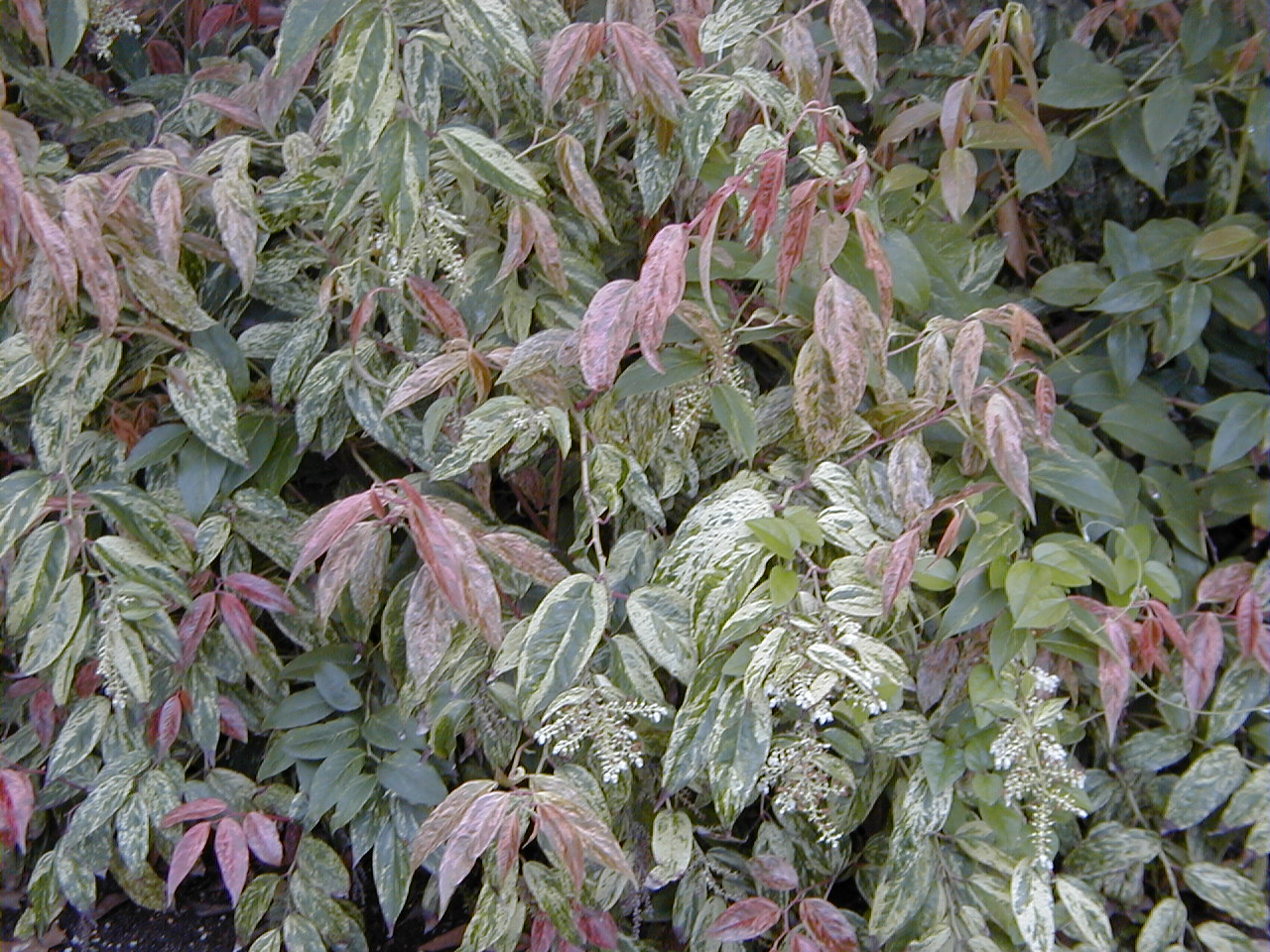
Cultivar 'Girard's Rainbow'.

Cette plante est cultivée pour ses qualités ornementales et divers cultivars ont été sélectionnés, notamment : 
- 'Girard's Rainbow' (= 'Rainbow'),
- 'Rollissonii',
- 'Scarletta',
- 'Whitewater'[2].

C'est une plante calcifuge qui nécessite une situation ombragée et un sol acide. Le cultivar 'Rollissonii' a remporté un prix (Award of Garden Merit) de la Société royale d'horticulture (RHS).

### Plante médicinale
Les Cherokees utilisaient les feuilles de cette plante pour traiter les rhumatismes.